# Якопо Басано
Якопо Басано (на италиански: Jacopo da Ponte, Jacopo Bassano) е последният от най-великите и известни художници от Венецианската школа от 16 век, наред с Джорджоне, Тициан, Тинторето, Паоло Веронезе и Лоренцо Лото. Той е член на фамилията живописци Басано, между които са баща му и четиримата му синове.
Творчеството на Басано се характеризира с многофигурни религиозни композиции, в които са включени сцени от селския живот, изображения на животни и натюрморти. Композициите му са динамични, резки, често с драматичен контраст между светлина и сянка, в които се забелязва тенденция към маниеризма. Най-ярък пример за това са „Поклонението на пастирите“ (1568) и „Отдих по пътя към Египет“.
Днес Басано е признат като автор на някои от най-удивителните и оригинални картини на 16 век, които съчетават натуралистичните детайли с елегантно разположените и движещи се фигури и интереса към ежедневните дейности.

## Детство
Якопо Басано, роден като Якопо да Понте, взима за своя фамилия името на родното си място – малкото провинциално градче Басано, на около 65 km от Венеция. Днес това населено място се нарича Басано дел Грапа. Първото упоменаване на учени, хуманисти или хора на изкуството, родени и свързани със селището, става през 16 век, а самият Якопо е един от първите представители на интелигенцията в селището. По онова време Басано е тихо и спокойно населено място, край чиито градски стени пасат овце, а самите граждани се занимават главно с щавене на кожи, производство на вълнени платове и свещи от животинска мазнина. Патриархалният начин на живот там указва голямо влияние върху формирането на бъдещия художник и по-късно най-голяма слава му носят картините, свързани със селския бит.
Художникът е роден вероятно през 1510 година, но според някои източници това е станало през 1517 или даже през 1518. Все пак първата дата е приета като най-правдоподобна, базирайки се на датировката на негови картини, някои от които са от 1531 година. Баща му, живописецът Франческо да Понте Старши, е много образован за времето си човек. Той е любител на белетристиката, философията и алхимията. Опитва се да предаде на сина си повечето от знанията си и Якопо получава добро образование по отношение главно на литературата.
Първите уроци по рисуване момчето получава също от баща си. Не е известно в кой момент той започва да помага на баща си в рисуването. Изследователите смятат, че общите работи на двамата включват някои картини от около 1530 година, които сега се съхранява в Градския музей в Басано дел Грапа.

## Младост
Франческо и Якопо работят заедно в продължение на 5 години и през 1535 година момчето заминава за Венеция, където е прието в ателието на Бонифацио де Питати, известен като Бонифацио Веронезе. Престоят на Якопо по това време във Венеция се потвърждава от необичаен документ с дата 15 януари 1535 година. Това е патент, издаден на художника и още двама изобретатели за „нов начин за строителство на мелници и бентове, с цел повишаване нивото на водата и пресушаване на блатата“.
В ателието на Веронезе, Басано усъвършенства живописната си техника, за което свидетелстват платната му от 1530-те години. Той е поразен от пищността на Венеция, разкошните палати, великолепните храмове и богатото облекло на гражданите. Не е ясно колко време прекарва при де Питати, но художникът бързо се приобщава към Венецианската школа, която го привлича с пищността, повествователността и изискания си колорит. По време на обучението си е представен на такива известни художници как Тициан и Джовани Антонио Порденоне.
През 1540 година бащата на Якопо умира и на него му се налага бързо да се завърне в родния град. Остава там след поредица от неразбирателства и скандали, свързани със семейните дела. Там той отделя голямо внимание на изучаване на гравюрата и в неговите платна, пръв от всички венецианци, се прокрадват следи от запознаването му с гравюрите на Пармиджанино.

## Зрелост
Не се знае точно кога, но вероятно през 1546 година Якопо се жени за Елизабета Мерзари. Първият му син Франческо Младши е роден през 1549 година. Животът на Басано тече спокойно и той рисува за църквите в родния си град и околните селища. Прекарва свободното си време главно със семейството и изработва различни фигури за дома и градината. Един по един се раждат останалите му трима сина и всеки от тях започва да работи в ателието на баща си. Това са Джироламо (1566 – 1621), Джовани Батиста (1553 – 1613) и Леандро (1557 – 1622).
Той не прекъсва връзката си със своите приятели и колеги във Венеция, а Паоло Веронезе изпраща сина си при него като ученик. В известната си картина „Сватбата в Кана“ Веронезе дори поставя фигурата му в група музиканти, където е изобразил себе си, Тициан и Тинторето.
Въпреки че прекарва голямата част от живота си в малки селища, Басано винаги остава в течение на най-новите разработки в изкуството. Това, което го прави уникален сред своите колеги от епохата на Възраждането, е неговата способност да включва в произведенията си разнообразни художествени влияния, в това число на Тинторето. Понякога в портретите си заеми детайли от произведения на Лоренцо Лото. Въпреки че е пионер в жанровата и пейзажна живопис, критични при формиране на стила му са гравюрите, особено тези на творци като Албрехт Дюрер, Рафаело и Пармиджанино.
Успехът съпътства Басано през целия му живот и любителите колекционери търсят картините му, особено тези със селски сцени и пейзажите от континенталната част на Венецианската република.
В средата на 1570-те години, който е най-ползотворния му период, Басано се заема с един нов за него вид работа – монументалната живопис. Открит е цикъл стенописи в енорийската църква в Картиляно, малко селце недалеч от родния му град. Художникът живее в селото през целите 1574 и 1575 години, избягвайки от чумата, която върлува в Републиката, а по други данни – от религиозните конфликти, свързани с Контрареформацията. Независимо от причината, двете години прекарани на село, му дават възможност, с помощта на синовете си, да създаде великолепните фрески в параклиса Розарио.

## Последни години
През последното десетилетие в живота на Басано настъпва още една промяна. По това време, най-талантливият му син Франческо, е създал независима и изключително полезна практика във Венеция, получавайки важни поръчки от Двореца на дожите и рисува картини, базирани на, или вдъхновен от работата на баща си. Синът му Леандро Басано става главен асистент на Якопо и двамата също работят по тези поръчки.
Басано не оставя четката до самата си смърт. През следващото десетилетие продължава да работи, но вече не е така продуктивен. През 1592 година най-големият му син Франческо Басано Младши се самоубива, като се хвърля през прозореца. Якопо умира само 6 месеца след неговата смърт. Синът му Леандро заминава да работи във Венеция, а останалите двама продължават работа в неговото ателие. Част от творбите на Якопо и синовете му са представени в музея Civico в Басано дел Грапа.
Последната му картина „Кръщението на Христос“ има изразителни сходства с последните картини на Караваджо и дори с така наречените черни картини на Гоя. Тя остава недовършена и е задържана от неговите наследници. По-късно преминава в частна колекция, откъдето е преотстъпена на музея Метрополитън в Ню Йорк.

## Творчество
Възможността на Басано да експериментира и поглъща стилистическите качества на различни съвременни художници, преминава в четири етапа, ясно различими в творбите му. Всеки период показва борбата на художника да комбинира своята естетика със стиловете на своите съвременници.

### Ранни години (1530-те)
Ранните произведения на Басано са забележителни с такава простотата, че в някои моменти напомнят на подготовка за картина на Караваджо. През целия си живот той се стреми към използването на брилянтни цветове, в което прозира голямото влияние на Тициан върху развитието на младия художник. Това е особено показателно в картината му „Вечеря в Емаус“ (1538), рисувана за местната църква, която днес се намира в Музея на изкуствата „Кимбъл“ в град Форт Уърт, САЩ. Басано изпълва платното с богати, сияещи цветове, които помагат различните фигури да изпъкнат пред заобикалящата ги среда. Той се отказва от практиката на своите съвременници и поставя фигурата на Христос в задната част на сцената, като позволява двамата миряни, седнали при него, да играят по-значителна роля в композицията на произведението. Кръчмарят и слугата, който носи поднос с печено пиле, са изобразени в облекло от 16 век. На масата са сложени ястие от твърдо сварени яйца, хляб, чаша вино и череши. Край нея са се разположили куче и котка. Прави впечатление, че Басано облича персонажа си в съвременни дрехи, вместо драпираните безформени облекла, рисувани от много художници в епохата на Възраждането и отъждествявани с класическата римска мода.
Същото се отнася и до основни похвати в картината „Пътуване към Египет“ от 1542 година. В нея сградите и животните от фона са нарисувани също толкова внимателно и подробно, както и главният персонаж. В тези картини се наблюдава аналогия с определени религиозни практики, които се стремят да въведат събитията от Библията по-близо до живота на обикновените хора. А работите на Басано от този период могат да се разглеждат като прелюдия към реализма, подкрепена от Караваджо в края на века.

### Маниеризъм (1540-те)
Ранните произведения на художника в стил маниеризъм се характеризират с издължени фигури и ярки цветове. През 1540-те живописта му все още е в процес на развитие и усъвършенстване. Анатомията на героите му е пресилена, а позите – неестествени. В „Тайната вечеря“ от 1542 се откроява новият интерес на Басано към тенденциите на маниеризма в италианското изкуство. Тази фаза се оказва от решаващо значение за развитието на собствения му стил. Басано е способен да асимилира нови идеи и да ги превръща в изкуство с огромна комуникативна сила. Той внимателно следи работата на другите художници и възприема най-модерните идеи в областта на живописта. За разлика от много други, бързо приема промените и новостите и успява да ги приложи в творбите си.
Към края на 1540-те години, след като Басано приема каноните на маниеризма, фигурите му се движат по платното с нова грация и елегантност. Информира се за работата на Рафаел и Пармиджанино благодарение на разпечатки, които събира в големи количества. Шедьовър на тази фаза е още една ренесансови картини със заглавието „Пътуване към Египет“ от 1545, която се намира в музея в Пасадена, САЩ. Забележителното в нея е това, че няма спад в натурализма на детайлите, а точно обратното. Флората и фауната са наблюдавани с вниманието, което може да се очаква от един ботаник, докато пейзажът напълно предава любовта му към фермите и селата, осеяли подножието на Алпите.

### Реализъм (1550 – 1570)
Талантът му, подкрепен с майсторско използване на светлината, постепенно го води до създаването на творби с реалистични детайли в образите на хора и животни. Той получава вдъхновение от простите човешки сцени, животът във фермата, както и сезонната промяна на природата, които наблюдава в родния си град. Към енергията на маниеризма, характерен с екстремните си движения и силно притиснати пространства, той добавя известен реализъм. Все по-често използва религиозни и философски теми като основа за създаване на жанрови сцени и пейзажи. Изображенията му на библейски сцени са с характера на жанрова живопис, с реалистично нарисувани хора, животни и предмети от бита.
През годините творчеството му става все по-драматично, като се започне със серия от олтари в Басано, Тревизо, Падуа и Белуно, чието изпълнение датира от 1550-те години до края на кариерата му. През 1550-те години Басано набляга на умението и стила си и използва цветовете като силно изразно средство. Вече не му е достатъчно да предава с точност природата, хората и животните. Картините му придобиват нова изтънченост, езика им е по-възвишен, но не по-малко изразителен.
От около 1560 година работите му се развиват с по-разнообразно търсене на нови ефекти на светлината, които наподобяват преливащите се цветове в картините на Тинторето. През 60-те и 70-те години, Басано показва нов поглед към ландшафта и вътрешния свят на човека. Например в картината „Христос в къщата на Мария и Марта“ изобразява обикновена кухненска сцена, съвсем близка до бита на хората. Натуралистичните подробности в нея са напълно интегрирани в елегантен стил и с голяма сложност. Произведенията му от онова време са равностойни на най-добрите творби на Тинторето и Веронезе.

### Нощни картини
В този период Басано става един от първите художници, рисували нощни сцени с изкуствено осветление, а работите му са иновативни и силно впечатляващи. Тези картини стават много популярни и славата на художника се дължи в голяма степен на тях. Пример за такова произведение е „Коронясване с тръни“ в Старата Пинакотека на Мюнхен, също и „Мъченичеството на Свети Лорънс“ в една от църквите на Венеция.
Нощните му картини са имитирани и копирани от различни художници през следващите години. Пример за това е малката картина „Погребението на Христос“ от Анибале Карачи, която днес се намира в музея „Метрополитън“. За нея художникът получава вдъхновение от един олтар на Басано в Падуа. Ел Греко, който през 1567 – 1570 година е във Венеция, високо оценява постиженията на Басано в тази област.
- Портрети
- Портрет на младеж с мандолина (1537)
- Портрет на францискански монах (1540 – 1542)
- Портрет на кардинал (1545)
- Портрет на брадат мъж (1550)
- Мъжки портрет
- Портрет на Франческо I Медичи, Велик херцог на Тоскана (1580)

- Мойсей удря скалата и потича вода
- Заминаването на Авраам за Ханаан
- Поклонение на влъхвите (1563 – 1564)
- Райската градина (1570 – 1573)
- Лято (1575)
- Завръщането на Яков и неговото семейство (детайл)(1580)